# 四棋
四棋，是福建福州的兩人傳統棋類。

## 棋具

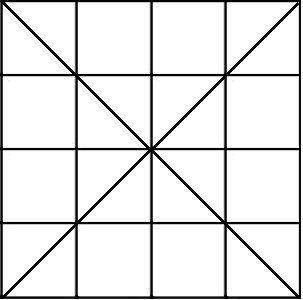
四棋棋盤

- 棋盤為五橫五豎的橫縱線交叉，另有大對角線兩條。全部共二十五個棋點。

- 每方十枚棋子，以兩色區分敵我。

## 規則
- 每方十枚棋子初始佈置於己方次、底橫行。
- 每方輪流移動一枚己棋，沿縱橫斜線一步至空位處。
  - 行棋時主動排成以下排列就把該些敵子移除。
    - 夾吃：兩枚己棋在同一線上夾住一枚或多枚敵棋。
    - 挑吃：一枚己棋在同一線至兩枚或四枚敵棋的正中間。
    - 劈吃：一枚己棋在角端，其他四枚敵棋在該斜線。

- 消滅所有敵棋獲勝。[1]

## 變體
泰寧的四棋棋盤枚無斜線。沒有劈吃，而是串吃：主動造成兩方在一線上各一端，吃掉該線敵子，故能四吃一、三吃二、二吃三、一吃四、二吃一、一吃二。